# 神垣雅行
神垣 雅行（かみがき まさゆき、1952年4月2日 - ）は、大阪府大阪市出身の元プロ野球選手（内野手）。右投右打。

## 来歴・人物
北陽高では三塁手と控え投手を兼ね、四番打者として1970年の春の選抜に出場。エース永井春夫（西川物産）の好投もあり、準々決勝で岐阜短大付、準決勝では鳴門高を降し決勝に進出する。しかし島本講平を擁する箕島高に延長12回サヨナラ負け、準優勝に留まった。この大会では永井をリリーフし2試合に登板する。同年夏の甲子園府予選でも決勝に進出するが、PL学園の新美敏投手に抑えられ敗退。春夏連続出場はならなかった。高校同期に才田修、松岡高信がいる。
卒業後は近畿大学へ進学。関西六大学リーグで通算65試合に出場し、215打数77安打、打率.358、4本塁打の成績を残す。ベストナイン3回選出。1974年春季リーグでは、3年生エース森口益光を擁し、中心打者として優勝に貢献、MVPにあたる記者クラブ賞を受賞する。直後の全日本大学野球選手権大会では、準決勝で中畑清らのいた駒大に延長13回0-1で敗退した。森口とともに1974年日米大学野球日本代表メンバーの一員に選出される。
1974年ドラフト2位で中日ドラゴンズに入団。好打の遊撃手として期待されるが広瀬宰、正岡真二の壁を破れず、二軍暮らしが続く。しかし徐々に力をつけ、1978年には42試合に起用され、二塁手としても4試合に先発出場する。その後宇野勝が台頭すると、控え選手としても出場機会が減り、1980年11月自由契約となる。近鉄に移籍するも活躍の場はなく、翌1981年限りで現役引退。
現在は大阪市港区にて焼鳥店「かみがき」を経営。実子は大阪府立市岡高等学校の主将として、第67回選抜高等学校野球大会に出場している。

## 詳細情報

### 年度別打撃成績
| 年 度     | 球 団     | 試 合 | 打 席 | 打 数 | 得 点 | 安 打 | 二 塁 打 | 三 塁 打 | 本 塁 打 | 塁 打 | 打 点 | 盗 塁 | 盗 塁 死 | 犠 打 | 犠 飛 | 四 球 | 敬 遠 | 死 球 | 三 振 | 併 殺 打 | 打 率 | 出 塁 率 | 長 打 率 | O P S |
| --------- | --------- | ----- | ----- | ----- | ----- | ----- | -------- | -------- | -------- | ----- | ----- | ----- | -------- | ----- | ----- | ----- | ----- | ----- | ----- | -------- | ----- | -------- | -------- | ----- |
| 1975      | 中日      | 16    | 4     | 4     | 0     | 0     | 0        | 0        | 0        | 0     | 0     | 0     | 0        | 0     | 0     | 0     | 0     | 0     | 2     | 0        | .000  | .000     | .000     | .000  |
| 1976      | 中日      | 9     | 4     | 4     | 2     | 0     | 0        | 0        | 0        | 0     | 0     | 0     | 0        | 0     | 0     | 0     | 0     | 0     | 1     | 0        | .000  | .000     | .000     | .000  |
| 1977      | 中日      | 11    | 29    | 28    | 6     | 7     | 1        | 1        | 1        | 13    | 5     | 1     | 0        | 0     | 0     | 1     | 0     | 0     | 5     | 1        | .250  | .276     | .464     | .740  |
| 1978      | 中日      | 42    | 37    | 35    | 10    | 6     | 2        | 0        | 0        | 8     | 3     | 1     | 1        | 0     | 0     | 1     | 0     | 1     | 9     | 0        | .171  | .216     | .229     | .445  |
| 1980      | 中日      | 11    | 27    | 24    | 4     | 9     | 1        | 0        | 0        | 10    | 2     | 0     | 0        | 2     | 0     | 1     | 0     | 0     | 3     | 1        | .375  | .400     | .417     | .817  |
| 通算：5年 | 通算：5年 | 89    | 101   | 95    | 22    | 22    | 4        | 1        | 1        | 31    | 10    | 2     | 1        | 2     | 0     | 3     | 0     | 1     | 20    | 2        | .232  | .263     | .326     | .589  |

### 記録
- 初出場：1975年6月21日、対読売ジャイアンツ13回戦（中日スタヂアム）、6回表に遊撃手で出場
- 初先発出場：1977年10月1日、対読売ジャイアンツ25回戦（後楽園球場）、7番・二塁手で先発出場
- 初安打：1977年10月2日、対読売ジャイアンツ26回戦（後楽園球場）、2回表に小林繁から
- 初打点：同上、4回表に小林繁から
- 初本塁打：1977年10月5日、広島東洋カープ26回戦（ナゴヤ球場）、5回裏に高橋里志から同点2ラン

### 背番号
- 5（1975年 - 1976年）
- 14（1977年 - 1980年）
- 45（1981年）